# Arius intermedius
Arius intermedius es una especie de pez de la familia Ariidae en el orden de los Siluriformes.

## Morfología
• Los machos pueden llegar alcanzar los 15 cm de longitud total.

## Distribución geográfica
Se encuentra en el curso inferior del río Mekong, en los ríos de Borneo y Sumatra (Indonesia) y el río Chao Phraya en Tailandia.